# 藤井健造
藤井 健造（ふじい けんぞう、1906年1月14日 - 1991年 2月10日）は、神戸又新日報記者、大日本帝国陸軍情報将校、大手前大学創立者。大阪府守口市出身。

## 人物
生い立ち
藤井健造は1906年（明治39年）、大阪府北河内郡守口町（現・守口市）に、樋口家の長男として生まれた。幼い頃から馬と自動車に興味を持ち、関西大学へ進学後は馬術部で活躍し、第4回全国乗馬大会では個人三等で入賞している。
神戸又新日報記者時代
大学卒業後、神戸又新日報に記者として入社するも、馬と車に情熱を燃やした。1932年ロサンゼルスオリンピックでは、バロン西の愛称で知られる男爵の西竹一陸軍中尉が障害飛越競技で出場することから、自費通信員の資格を得て、民間人で唯一の付き人として同行渡米し、担当記者として取材。オリンピック閉幕後には、ヒッチハイクでアメリカ大陸を横断し、ニューヨークまで旅している。
陸軍将校時代
日中戦争に応召して新聞社を退社、中国戦線を戦ったのち、内地転勤後中部軍報道部の情報将校となり、大阪城内の第十五方面軍・中部軍管区司令部で陸軍大尉として終戦を迎えた。戦後、終戦連絡中央事務局と名称が変わってからもそこで復員業務にあたった。
教育者として
大阪城に近い大阪市中央区京橋前之町にあった旧陸軍将校クラブ偕行社跡地に軍政部の許可を得て女子教育の志を掲げ1946年4月に大手前文化学院を設立した。のちに、大手前女子短期大学が発足し，1966年に4年制の大手前女子大学への移行を経て、現在では大手前大学になっている。
晩年
自動車好きは晩年も変わらず、日本ポルシェクラブの第二代会長としても活躍した。
1971年藍綬褒章受章、1977年勲三等瑞宝章受章、1982年レジオンドヌール勲章受章。

## 注・出典
1. 1 2  『現代物故者事典1991～1993』（日外アソシエーツ、1994年）p.511
2. ↑  https://www.kansai-u.ac.jp/nenshi/sport/list.php?kind=1
3. ↑  柏木隆雄「大手前大学の挑戦」『私学経営』No.458
4. ↑  大手前大学エルキャンパス通信 【人物史】藤井健造